# Papa-lagarta
Coccyzus é um género de aves cuculiformes da família Cuculidae (por vezes incluído na Coccyzidae), onde se classificam as espécies conhecidas de papa-lagarta. O grupo habita as Américas e algumas espécies são migratórias.
Os papa-lagartas são aves de médio porte, com 20 a 30 cm de comprimento. A plumagem é semelhante em todas as espécies, com o dorso castanho ou castanho-acinzentado e a zona do peito e barriga mais clara, de cor branca ou amarelada. O bico é relativamente comprido e um pouco encurvado. A cauda é longa e muito característica do grupo, com manchas brancas na face ventral. As asas são arredondadas.

## Espécies
- Papa-lagarta-de-papo-ferrugem, Coccyzus pumilus (atualmente Coccycua pumila)[1]
- Papa-lagarta-cinzento, Coccyzus cinereus (atualmente Coccycua cinerea)[1]
- Cuco-de-bico-preto, Coccyzus erythropthalmus
- Cuco-de-bico-amarelo, Coccyzus americanus
- Papa-lagarta-de-euler, Coccyzus euleri
- Papa-lagarta-do-mangue, Coccyzus minor
- Coccyzus ferrugineus
- Papa-lagarta-acanelado, Coccyzus melacoryphus
- Coccyzus lansbergi
- Coccyzus pluvialis
- Coccyzus rufigularis
- Coccyzus vetula
- Coccyzus merlini
- Coccyzus vieilloti
- Coccyzus longirostris